# Julio César Falcioni
Julio César Falcioni (nascido em Buenos Aires em 20 de julho de 1956), é um ex-jogador de futebol e treinador. Atualmente é o treinador do Colón, da Argentina

## Carreira

### Como jogador
Falcioni começou sua carreira como goleiro das divisões de base do Vélez Sarsfield, equipe que faria sua estreia profissional em 1976 permanecendo até 1980.
Em 1981 foi transferido para o América de Cali, onde jogou três finais da Copa Libertadores da América, perdendo, respectivamente, para Argentinos Juniors, River Plate e Peñarol, porém foi pentacampeão do Campeonato Colombiano de Futebol ganhando todos os campeonatos disputados de 1982 a 1986. Regressou à Argentina em 1990, quando foi jogar no Gimnasia y Esgrima La Plata.
Em 1989 foi convocado por Carlos Bilardo pela primeira vez para a Seleção Argentina de Futebol,
Depois de jogar no Gimnasia entre 1990 e 1991, e depois de uma breve passagem pelo Vélez Sársfield, Falcioni terminou sua carreira como jogador no Once Caldas da Colômbia.

### Como treinador
Depois da aposentadoria como jogador,cursou a escola de treinadores da argentina e após o curso, começou a trabalhar nas categorias de base do Vélez Sársfield. Foi ali que estreou como treinador da equipe principal, cargo que ocupou até 1997.
Treinou o Olimpo de Bahía Blanca até 2003.
Estreou como treinador do Banfield em 2 de agosto de 2003.
Foi com esta equipe que alcançou seus maiores êxitos como técnico, ao classificar a equipe para Copa Libertadores de 2005, na qual chegou às quartas-de-final.
Em 2005 Falcioni assumiu o Independiente.
Em 2006, dirigiu o Colón de Santa Fe.
Em 2007 assume como treinador do Gimnasia y Esgrima de La Plata.
Em 2009 assume novamente o cargo de técnico do Club Atlético Banfield.
Em 2011 assume o cargo de técnico do Club Atlético Boca Juniors. Deixou o cargo em dezembro de 2012, após maus resultados no Campeonato Argentino.
Em 2013 assume o All Boys da Argentina,mas devido a situação estrutural do clube e os maus resultados,pede demissão.
Em 2014 assume a a Universidad Católica.

### Estatística
| Clube        | Jogos | Vitórias | Empates | Derrotas | Aproveitamento |
| ------------ | ----- | -------- | ------- | -------- | -------------- |
| Colón        | 38    | 12       | 10      | 16       | 44,4%          |
| Gimnasia     | 18    | 5        | 3       | 10       | 36,3%          |
| Banfield     | 47    | 15       | 22      | 20       | 45,3%          |
| Boca Juniors | 93    | 44       | 35      | 14       | 66,1%          |

## Títulos

### Como jogador
América de Cali
- Campeonato Colombiano: 1982, 1983, 1984, 1985 e 1986

### Como treinador
Banfield
- Campeonato Argentino: Apertura 2009

Boca Juniors
- Campeonato Argentino: Apertura 2011
- Copa Argentina: 2011–12